# Siméon Djankov
Simeon Dentchev Djankov (en bulgare : Симеон Денчев Дянков ; SBOTCC : Simeon Denchev Dyankov), né le 13 juillet 1970 à Sofia, est un économiste et homme politique bulgare, membre du parti des Citoyens pour le développement européen de la Bulgarie (GERB). Il a été ministre des Finances et vice-Premier ministre entre 2009 et 2013. Actuellement, il est recteur de New Economic School de Moscou et chercheur invité à Peterson Institute of International Economics. Il enseigne maintenant à la John F. Kennedy School of Government de l'université Harvard.

## Biographie

### Formation et carrière
Il détient un master et doctorat de relations financières et commerciales internationales de l'université du Michigan. Sa thèse, dirigée par Alan Deardorff, s'intitule Trois Essais sur l'économie de transition. Il est recruté par la Banque mondiale en 1995, où il devient chef économiste pour le secteur financier et privé. Il participe alors à de nombreux programmes de privatisations, de gouvernance d'entreprise et de réformes dans le Nord de l'Afrique et l'Est de l'Asie.
Simeon Djankov est le créateur du rapport l'annuel Doing Business, la publication la plus vendue du Groupe de la Banque mondiale. Le rapport est le fruit de son travail conjoint avec Andrei Shleifer de l'université Harvard, et a été inspiré par l'expérience de Djankov dans les économies socialistes excessivement réglementés. Depuis sa publication initiale en novembre 2003, Doing Business a généré 230 000 citations des médias, et plus de 600 000 exemplaires vendus.
À partir de 2004, il développe une activité de conseil auprès du gouvernement de Géorgie, issu de la révolution des Roses, son travail consistant à la mise en place d'un environnement favorable au développement du secteur privé. Djankov a travaillé en étroite collaboration avec Kakha Bendukidze, le principal architecte des réformes économiques de la Géorgie. Il a déjà eu à travailler avec ce pays dans les années 1997 dans un projet de la Banque mondiale pour la restructuration de l'entreprise.

### Ministre des Finances
Le 27 juillet 2009, Simeon Djankov est nommé vice-Premier ministre et ministre des Finances de Bulgarie dans le gouvernement minoritaire de centre droit dirigé par Boïko Borissov.
Responsable des réformes dans l'administration publique, il annonce, un an après sa prise de fonction, avoir réduit le nombre de hauts fonctionnaires de 11 % et celui des institutions gouvernementales de 8 %. Dès sa prise de fonction, il pratique des coupes dans les dépenses publiques qui réduisent le déficit public à 0,76 % du produit intérieur brut, ce chiffre étant finalement de 4,7 % du fait de dépenses annexes engagées par le gouvernement précédent.
En décembre 2009, l'agence de notation financière Standard & Poor's décide de relever la note du pays, de « négatif » à « stable », un cas unique dans l'Union européenne depuis le déclenchement de la crise économique.

### Démission
Il remet sa démission le 19 février 2013, à la suite d'un conflit avec le Premier ministre au sujet d'une avance aux producteurs agricoles. Cependant, le lendemain, il annonce continuer ses fonctions, l'annonce de la démission du gouvernement ayant reporté le vote de l'Assemblée nationale sur son départ. Borissov refuse ce scénario, expliquant que « le ministre des Finances a démissionné, je l'ai accepté, proposant aux députés de le confirmer. C'est ma décision et je n'ai pas changé d'état d'esprit. ».
Il est remplacé, le 12 mars 2013, par Khalin Kristov.

### Vie privée
Il est marié avec l'économiste américaine Caroline Freund, et est père de deux enfants.